# 空中ぶらんこ (映画)
『空中ぶらんこ』（くうちゅうぶらんこ、Trapeze）は1956年のアメリカ合衆国の映画。
キャロル・リード監督の作品で、出演はバート・ランカスターとトニー・カーティスなど。
空中ブランコ芸人を主人公とする作品である。バート・ランカスターは本作で第6回ベルリン国際映画祭主演男優賞を受賞した。過去にサーカス団に所属し空中アクロバットで活躍した経歴のあったランカスターは、多くのスタントを自身で行ったという。

## キャスト
| 役名        | 俳優                   | 日本語吹替                                                                                                |
| 役名        | 俳優                   | NETテレビ版                                                                                               |
| ----------- | ---------------------- | --- |
| マイク      | バート・ランカスター   | 久松保夫                                                                                                  |
| ティノ      | トニー・カーティス     | 広川太一郎                                                                                                |
| ローラ      | ジーナ・ロロブリジーダ | 富田恵子                                                                                                  |
| ローザ      | ケティ・フラド         | 花形恵子                                                                                                  |
| ブリオーネ  | トーマス・ゴメス       | 天草四郎                                                                                                  |
| 不明 その他 |                        | 千葉耕市 寺島幹夫 上田敏也 千葉順二 二見忠男 矢田耕司 富山敬 渡部猛 仲村秀生 桑原たけし 高村章子 赤木葉子 |
|             |                        | |
| 演出        | 演出                   | 小林守夫                                                                                                  |
| 翻訳        | 翻訳                   | 木原たけし                                                                                                |
| 効果        | 効果                   | 芦田公雄/熊耳勉                                                                                           |
| 調整        | 調整                   | 前田仁信                                                                                                  |
| 制作        | 制作                   | 東北新社                                                                                                  |
| 解説        | 解説                   | 淀川長治                                                                                                  |
| 初回放送    | 初回放送               | 1968年11月3日 『日曜洋画劇場』                                                                            |

## スタッフ
- 監督：キャロル・リード
- 脚本：ジェームズ・R・ウェッブ、リーアム・オブライエン
- 製作：ジェームズ・ヒル
- 撮影：ロバート・クラスカー
- 音楽：マルコム・アーノルド
- スタント：エディー・ワード（リングリング・ブラザーズ・アンド・バーナム・アンド・ベイリー・サーカス）